# Річ Гаспарі
Річ Гаспарі (англ. Rich Gaspari; 16 травня 1963, Нью-Джерсі, США) — американський професійний культурист IFBB — Міжнародна Федерація Бодібілдингу, володар численних нагород у світі культуризму, занесений в Зал Слави IFBB.

## Біографія
Річ Гаспарі, легендарний «Дракон Вбивця» бодібілдингу, народився 16 травня 1963 року в Нью-Джерсі, США. Захоплення бодібілдингом прийшло до нього після читання популярних у той час коміксів про супергероїв (Бетмена, Неймовірного Халка та інших). Сильні, м'язисті герої змусили хлопчика замислитись, чи може також виглядати реальна людина. Відповідь була знайдена на сторінках журналу про бодібілдинг. Дейв Дрейпер, Арнольд Шварценеггер, Лу Ферріньйо — ці хлопці і правда виглядали, як супергерої.
В 15 років Річ почав тренуватися, присвячуючи бодібілдингу 6 днів на тиждень і чітко дотримуючись всіх рекомендацій в журналах. Через півроку він зрозумів, що від такої кількості тренувань м'язи занадто сильно втомлюються, а результативність знижується, і став проводити в спортзалі 4 дні на тиждень. В 16 років Гаспарі вперше взяв участь у змаганнях. 6-те місце не стільки засмутило юнака, скільки збільшило його амбіції.
В 20 років Гаспарі посів перше місце на «Нашіоналс» для юніорів, а вже через рік став професіоналом IFBB, отримавши титул «Містер Всесвіт (Аматорський чемпіонат Світу)» в напівважкій вазі. Це була не просто перемога — це був рекорд. Річ став наймолодшим «Містером Всесвіт» за всю історію змагань. А вже на «Ночі Чемпіонів» (в 1985 році) Річ вразив усіх оновленої формою — кам'яними, неймовірно величезними м'язами. Гаспарі фактично почав нову еру бодібілдингу, змусивши суддів змінити критерії оцінки культуристів. Після цього турніру фотографія спортсмена з'явилася на обкладинці журналу «Flex».
Неймовірна на той час величина м'язів стала візитною карткою Гаспарі. У тому ж 1985 він зайняв впевнене 3-е місце на змаганнях «Містер Олімпія», а з 86-о по 88-й міцно залишався на 2-ом, поступаючись тільки Хейні, за що і отримав одне зі своїх прізвиськ "Срібний Річ ". Звичайно, були у Гаспарі і перемоги — «Чемпіонат Світу Про» (1986), серія «Гран Прі» у Франції, Німеччині, Італії та Іспанії. А в 1989 відбулася найважливіша подія в кар'єрі бодібілдера — 1-е місце в «Арнольд Класік». Завойовуючи титули, Річ встиг хоча б по разу обійти всіх найвідоміших бодібілдерів крім Хейні. Навіть більш «габаритні» і генетично обдаровані культуристи були переможені «Драконом Вбивцею» Гаспарі.

## Гаспарі в медіа
Річ незліченну кількість разів з'являвся на обкладинках журналів, таких як «Muscle and Fitness», «Flex», «Iron Man», «Muscular Development», «Muscle Media 2000», «Muscle Mag International» та багатьох інших.

## Після бодібілдингу
Залишивши бодібілдинг, Гаспари отримав сертифікат Національної Академії Спортивної Медицини і всерйоз зайнявся організацією власного бізнесу. Розроблена ним методика Gaspari Nutrition відома по всьому світу. Фанатична любов до бодібілдингу переросла в бажання допомогти іншим людям сформувати тіло своєї мрії.

## Перемоги
- Арнольд Класік 1989
- Гран Прі Німеччина 1988
- Чемпіонат Світу Про 1986
- Лос-Анджелес Про 1986
- Гран Прі Італія 1988